# Ludovico Micara
Ludovico Micara, O.F.M.Cap. (Frascati, 12 de outubro de 1775 – Roma, 24 de maio de 1847) foi um cardeal italiano, foi pregador da Casa Apostólica, prefeito da Sagrada Congregação Cerimonial e Decano do Colégio dos Cardeais.

## Biografia

### Vida inicial
Nasceu em Frascati em 12 de outubro de 1775. Terceiro dos sete filhos de Gianfilippo Micara e Gaetana Lucidi. Batizado na catedral de San Pietro Apostolo de Frascati por seu tio, Francesco Lucidi, arcipreste do capítulo da catedral de Frascati. Tio-avô do cardeal Clemente Micara (1946).
Estudou no Seminário de Frascati, como aluno externo; muito jovem, ingressou na Ordem dos Frades Menores Capuchinhos no convento de Frascati, em 1793; recebeu o hábito em 25 de outubro de 1794; assumiu o nome de Ludovico da Frascati; continuou a sua formação na casa de estudos dos capuchinhos em Roma; teve que deixar Roma por causa da campanha napoleônica de 1798 e o estabelecimento da República Romana; terminou seus estudos em Nápoles..
Ordenado no final de 1798, em Nápoles. Retornou a Roma em 1810; foi para Frascati após o decreto napoleônico abolindo os conventos religiosos e tornou-se arcipreste interino do capítulo da catedral porque o titular estava no exílio. Recusou-se a celebrar um Te Deum pela vitória napoleônica e teve que fugir para o campo onde foi preso e encarcerado em Civitavecchia e, posteriormente, em Corneto; escapou e escondeu-se em Santa Severa. Após a queda de Napoleão, voltou à sua ordem religiosa e foi nomeado leitor no convento de Albano. Consultor da Sagrada Congregação das Indulgências em 1 de dezembro de 1817. Postulador das causas de canonização dos capuchinhos. Eleito ministro provincial de sua ordem em Roma, em 1819. Foi orador muito apreciado por sua eloquência e profunda doutrina, tendo pregado nas mais importantes cidades italianas. Por essas qualidades, torna-se Pregador para o Palácio Apostólico e examinador dos bispos em teologia nomeado em 13 de setembro de 1820; ocupou o cargo anterior até 1826, quando foi publicada sua promoção ao cardinalato. Teólogo do Cardeal Annibale della Genga Sermattei, futuro Papa Leão XII. Nomeado pelo papa como ministro-geral de sua ordem em 9 de março de 1824, ocupou o cargo até 1830, por seis anos após sua promoção ao cardinalato. Deputado para as visitas apostólicas extraordinárias das igrejas de Roma, em 31 de maio de 1824..

### Cardinalato
Criado cardeal e reservado in pectore no consistório de dezembro de 1824, foi publicado no consistório de 13 de março de 1826; recebeu o barrete vermelho em 16 de março de 1826 e o título de Santos Quatro Mártires Coroados em 3 de julho seguinte. Atribuído às Sagradas Congregações do Índice, Disciplina dos Regulares, Exame dos Bispos em Sagrada Teologia, Assuntos Eclesiásticos e Bispos e Regulares. Concedeu permissão para usar vestes cardinalícias marrons em vez do vermelho cardinalício. Presidente da delegação permanente dos Conservatori di Roma. Participou do conclave de 1829, que elegeu o Papa Pio VIII. Participou do conclave de 1830-1831, que elegeu o Papa Gregório XVI..
Optou pela ordem dos cardeais bispos e pela sé suburbicária de Frascati, em 2 de outubro de 1837. Recebeu a ordenação episcopal em 15 de outubro de 1837, na catedral de Frascati, pelo cardeal Bartolomeo Pacca, auxiliado por Giovanni Soglia, patriarca latino titular de Constantinopla, e por Antonio Piatti, patriarca latino titular de Antioquia. Em Frascati fundou o hospital municipal e a Accademia Tuscolana e deu grande exemplo de caridade e zelo pastoral. Vice-reitor do Sacro Colégio dos Cardeais em novembro de 1843; como tal, não optou pela sede suburbicária do Porto, preferindo manter a sua sede suburbicária de Frascati. Protetor de Velletri, do Conservatório Pio e da Confraria de Sant'Andrea de'Pescivendoli. Prefeito da Sagrada Congregação dos Ritos de 28 de novembro de 1843 até sua morte e Prefeito da Sagrada Congregação do Cerimonial, a partir de 1 de maio de 1844. Quando em Velletri, residia em seu seminário. Optou pela sede suburbicária de Ostia e Velletri em 17 de junho de 1844; foi também nomeado legado apostólico de Velletri e sua província. Decano do Colégio dos Cardeais. Participou do conclave de 1846, que elegeu o Papa Pio IX. Ele levou uma vida muito austera e continuou morando no convento dos capuchinhos na Piazza Barberini, em Roma..

### Morte
Morreu em Roma em 24 de maio de 1847, após uma longa e dolorosa doença, uma forma violenta de tuberculose. O funeral, celebrado pelo cardeal Luigi Vannicelli Casoni, aconteceu na igreja capuchinha de Santa Maria della Concezione dei Cappuccini, onde foi sepultado, segundo seu testamento. Os funerais também foram celebrados na cidade de Velletri e na cidade e seminário de Frascati. Ele deixou as pensões vitalícias de sua família, alocando a parte principal de sua considerável herança em favor do Conservatório de Frascati e outras instituições piedosas..

### Conclaves
- Conclave de 1829 - participou da eleição do Papa Pio VIII[1][2]
- Conclave de 1830–1831 - participou da eleição do Papa Gregório XVI[1][2]
- Conclave de 1846 - participou como deão da eleição do Papa Pio IX[1][2]